# Заґарі (Местійський муніципалітет)
Заґарі (груз. ზაგარი) — село в Грузії.
За даними перепису населення 2014 року в селі проживає 15 осіб.